# Beware of ABKCO!
Beware of ABKCO! è un disco pirata del cantautore britannico George Harrison, pubblicato clandestinamente nel 1994 negli Stati Uniti.
L'album contiene brani registrati come provini da Harrison nel maggio 1970 per una possibile inclusione nel suo triplo album solista All Things Must Pass. Le esecuzioni furono registrate nel corso di una singola sessione svoltasi negli Abbey Road Studios a Londra, a beneficio del produttore discografico Phil Spector, al quale Harrison voleva far ascoltare i brani per decidere con lui quali inserire nell'album. Sette dei quindici brani provati finirono poi in All Things Must Pass ri-registrati ed abbelliti, come per esempio Everybody, Nobody che divenne Ballad of Sir Frankie Crisp (Let It Roll). Il bootleg è di una certa rilevanza storica in quanto fornisce l'unica possibilità di ascoltare cinque canzoni che Harrison non pubblicò mai in carriera. Tra queste, è presente la traccia Nowhere to Go, scritta da George Harrison insieme a Bob Dylan nel 1968.

## Il disco
Harrison canta e suona i brani in solitaria con l'ausilio di chitarra acustica o elettrica, eccezion fatta per l'accompagnamento da parte di un bassista sconosciuto in Wah-Wah. Il titolo del disco deriva dalla canzone Beware of Darkness, della quale Harrison altera una strofa citando la società ABKCO Records di proprietà di Allen Klein. Tre registrazioni tratte dal bootleg sono state successivamente pubblicate ufficialmente. Si tratta di Beware of Darkness e Let It Down, incluse come tracce bonus nella ristampa del 2001 di All Things Must Pass (con l'aggiunta di sovraincisioni); e Run of the Mill, inclusa nel 2012 nella compilation Early Takes: Volume 1.

### Registrazione
Harrison incise il nastro che diventerà in seguito Beware of ABKCO! agli Abbey Road Studios, appena prima di iniziare la lavorazione di All Things Must Pass. All'epoca, nel maggio 1970, egli aveva accumulato molte canzoni da lui composte che erano state scartate o solo provate con i Beatles oppure mai sottoposte agli altri membri della band. Quindi, Harrison eseguì una selezione di questi brani inediti per farli ascoltare a Phil Spector, che avrebbe co-prodotto All Things Must Pass insieme a lui, per scegliere le tracce sulle quali lavorare per l'inclusione nel disco.
Nelle note interne della ristampa del 2001 di All Things Must Pass, Harrison indica come data della sessione il 27 maggio. Egli scrive inoltre che non sapeva di essere registrato mentre provava i pezzi. Quando si accinse a produrre la ristampa, Harrison si ricordò che un tecnico lo aveva forse registrato.
Harrison suona la chitarra acustica nella maggior parte dei brani, utilizzando la chitarra elettrica in sole tre tracce: Wah-Wah, Hear Me Lord e Nowhere to Go. Le esecuzioni mettono in risalto il lato folk del cantautorato di Harrison, e sono in netto contrasto con gli arrangiamenti in stile "Wall of Sound" impiegati da Spector per le versioni incluse nell'album ufficiale. Molte delle canzoni vengono presentate con una breve introduzione parlata da parte di George Harrison, dove egli si scusa di frequente che i testi non sono ancora completi o definitivi.

### Contenuto

#### Brani ufficialmente pubblicati da Harrison
Sette delle quindici tracce su nastro furono successivamente ri-registrate per All Things Must Pass. In aggiunta, poco tempo dopo averla eseguita il 27 maggio, Harrison incorporò Everybody, Nobody in una nuova composizione, Ballad of Sir Frankie Crisp (Let It Roll), anch'essa inclusa nell'album. Due delle rimanenti tracce furono accantonate per il momento ma riutilizzate da Harrison nel proseguimento della sua carriera solista. Beautiful Girl apparve nell'album Thirty Three & 1/3 del 1976, mentre I Don't Want to Do It, scritta da Bob Dylan, divenne il contributo di Harrison alla colonna sonora del film Porky's III - La rivincita! del 1985.

#### Brani inediti
- Window, Window

Una composizione presentata ai Beatles il 26 gennaio 1969, e provata con la band, senza successo, agli Apple Studios. La traccia è una ballata in stile folk e viene presentata da Harrison sul nastro come "una canzone un po' sciocca".
- Nowhere to Go

Seconda canzone composta da Harrison insieme a Bob Dylan nel novembre 1968, dopo I'd Have You Anytime, che George scelse come traccia d'apertura di All Things Must Pass. Nowhere to Go è conosciuta anche con il titolo When Everybody Comes to Town. Harrison registrò un demo della canzone presso l'abitazione di Dylan nel Greenwich Village a fine aprile 1970. Nel testo, Harrison commenta il suo arresto per droga, avvenuto nel marzo 1969, e la sua vita da Beatle.
- Cosmic Empire

Il teologo Dale Allison descrisse Cosmic Empire come una "canzone felice" che "esprime chiaramente una visione del mondo religiosa e stabilisce un obiettivo religioso" anche se le parole del testo sono "criptiche". Invece Ritchie Unterberger di Allmusic la descrisse "vivace, disinvolta" e disse che era una dimostrazione del senso dell'umorismo di Harrison.
- Mother Divine

Olivia Harrison dice di essersi imbattuta nel testo di Mother Divine mentre stava preparando nel 2017 l'edizione aggiornata dell'autobiografia del marito, I, Me, Mine, e suggerì che Harrison possa avere scritto la canzone mentre si trovava in India alla fine degli anni sessanta.
- Tell Me What Has Happened to You

Nella descrizione fattane da Unterberger, la canzone è costituita da un "minaccioso riff ascendente" e da altre sezioni in stile folk più standard.

## Tracce
1. Run of the Mill
2. Art of Dying
3. Everybody, Nobody
4. Wah-Wah
5. Window, Window
6. Beautiful Girl
7. Beware of Darkness
8. Let It Down
9. Tell Me What Has Happened to You
10. Hear Me Lord
11. Nowhere to Go (Harrison, Bob Dylan)
12. Cosmic Empire
13. Mother Divine
14. I Don't Want to Do It (Dylan)
15. If Not for You (Dylan)

## Formazione
- George Harrison – voce, chitarra acustica (tracce 1–3, 5–9, 12–15), chitarra elettrica (4, 10–11), dialoghi
- Musicista sconosciuto – basso (4)